# Michaela DePrince
Michaela Mabinty DePrince (nascida Mabinty Bangura; 6 de janeiro de 1995 – 10 de setembro de 2024) foi uma bailarina serra-leonesa-estadunidense que dançou com o Boston Ballet.
DePrince ganhou fama após estrelar o documentário First Position em 2011, que a seguiu e outros jovens bailarinos enquanto se preparavam para competir no Youth America Grand Prix. Em 2013, DePrince dançou com o Dance Theatre of Harlem como a dançarina mais jovem da história da companhia e, no mesmo ano, foi solista do Balé Nacional Holandês.
Com sua mãe adotiva, Elaine DePrince, ela escreveu o livro Taking Flight: From War Orphan to Star Ballerina (2014). De 2016 a 2024, ela foi embaixadora da boa vontade da organização War Child, sediada em Amsterdã. Sua morte foi anunciada em 13 de setembro de 2024.